# Wil Wheaton
Richard William Wheaton (Burbank, 1972. július 29. –) amerikai színész, blogger és író. 

## Élete és pályafutása
1972. július 29-én született a kaliforniai Burbankben, Debra "Debbie" Nordean (sz. O'Connor) színésznő és Richard William Wheaton Jr. egészségügyi szakember gyermekeként. Van egy bátyja, Jeremy és egy nővére, Amy, mindketten szerepeltek a Star Trek: Az új nemzedék "When the Bough Breaks" című epizódjában. Amy Wil mellett szerepelt az 1987-es Átok című filmben.
Házigazdája és társalkotója a TableTop című YouTube társasjáték-műsornak.

## Magánélete
1999. november 7-én vette feleségül Anne Prince-t,a kaliforniai Arcadiában él vele és Wheaton korábbi kapcsolatából származó két fiával. Amikor mindkét fiú nagykorúvá vált, felesége megkérte Wheatont, hogy törvényesen örökbe fogadhassa őket, amit ő meg is tett.
Wheaton szobatársa volt Chris Hardwicknek, amikor mindketten a UCLA-n tanultak. A kaliforniai Burbankben az Arachnophobia – Pókiszony című film vetítésén találkoztak.
2021 januárjában Wheaton bejelentette, hogy öt éve nem iszik alkoholt.
Wheaton általános szorongásos zavarral és krónikus depresszióban szenved. Felnőttként elmondta, hogy apja gyerekkorában bántalmazta őt, anyja pedig segített neki ebben. Azt is elmondta, hogy a szülei kényszerítették a színészkedésre. Támogatja a mentális egészséggel foglalkozó nonprofit szervezeteket, hogy felhívják a figyelmet ezekre a betegségekre.

## Filmográfia
- Rém-mese (1982)
- Szexközelben (1984)
- Az utolsó csillagharcos (1984)
- Út a mennyországba (1985)
- A megbilincseltek (1986)
- Mitchell, a társam (1986)
- Állj mellém! (1986)
- Egy kórház magánélete (1986)
- Családi kötelékek (1987)
- Az átok (1987)
- Star Trek: Az új nemzedék (1987-1994)
- Segítség, apa lettem! (1988)
- A terror iskolája (1991)
- A háború árnyékában (1991)
- Mesék a kriptából V. (1993)
- Cinkosok közt vétkes (1994)
- Derült égből El-visz (1995)
- A fércember (1995)
- Végtelen határok (1996)
- A pisztoly (1997)
- Flubber - A szórakozott professzor (1997)
- Merénylet Lincoln ellen (1998)
- Szerelemhajó (1998)
- Halálbiztos diagnózis (1998)
- Vulkán torkában (2000)
- Piton (2000)
- A láthatatlan ember (2001)
- Játszd újra az életed! (2001)
- A hal nem kacsint (2002)
- Star Trek: Nemezis (2002)
- A sors könyve (2003)
- Tini titánok (2003-2005)
- Szuper robotmajomcsapat akcióban! (2005)
- Helyszínelők (2005)
- Avatar: Az utolsó léghajlító (2006)
- Gyilkos számok (2007)
- Legion of Super Heroes (2007-2008)
- Gyilkos elmék (2008)
- Ben 10 és az idegen erők (2008-2009)
- Slayers – A kis boszorkány (2009)
- Star Trek (2009)
- Family Guy (2009-2010)
- Batman: A bátor és a vakmerő (2009-2010)
- The Guild (2009-2011)
- Lépéselőnyben (2009-2012)
- Agymenők (2009-2019)
- Ben 10: Ultimate Alien (2010-2012)
- Eureka (2010-2012)
- RedaKai (2011-2012)
- Generátor Rex (2012-2013)
- Sharknado 2: A második harapás (2014)
- Tini titánok, harcra fel! (2014-2018)
- Dark Matter (2015-2016)
- Miles a jövőből (2015-2018)
- A galaxis őrzői (2017)
- Stretch Armstrong & the Flex Fighters (2017-2018)
- Tini titánok: A film (2018)
- Amerikai fater (2020)
- Rival Speak (2020-2021)

## Fordítás
- Ez a szócikk részben vagy egészben  a   Wil Wheaton című angol Wikipédia-szócikk fordításán alapul.  Az eredeti cikk szerkesztőit annak laptörténete sorolja fel. Ez a jelzés csupán a megfogalmazás eredetét és a szerzői jogokat jelzi, nem szolgál a cikkben szereplő információk forrásmegjelöléseként.